# الخط الزمني للحرب الأهلية السورية (يناير–أبريل 2011)
هذه المقالة تتحدث عن أهم أحداث الأحتجاجات السورية منذ يناير 2011 حتى أواخر أبريل 2011 ، للإطلاع فترات أخرى، انظر التسلسل الزمني للاحتجاجات السورية.
فيما يلي التسلسل الزمني للأحتجاجات السورية منذ 26 يناير 2011 حتى أواخر أبريل 2011 ، حيث بدأت الاحتجاجات في 26 يناير من 2011 ، ثم بدأ التصعيد حتى أخذت شكل انتفاضة مدنية في 15 مارس 2011.

## التسلسل الزمني
ظهرت على الفيسبوك مئات الصفحات والمَجموعات المُتعلقة بإقامة ثورة في سوريا تباعاً في نفس الفترة مع باقي الثورات في الوطن العربي، علماً أن مُنسقي الدعوة للمُظاهرات مَجهولو الهوية والتوجهات. ومع أن موقع الفيسبوك مَحجوب في سوريا فقد استطاع العديد من الشبان التنسيق والاتفاق على بدء المُظاهرات في5 فبراير/شباط 2011 م. هذا وقد بلغت أعداد المُشتركين في بعض هذه المَجموعات التنظيمية 2,000 شخص. وعلى الرغم من ذلك ظهرت بالمُقابل حركات مُعارضة للمُظاهرات والمَسيرات الاحتجاجية، وبلغ عدد المُشتركين في بعض هذه المَجموعات المُعارضة على موقع الفيسبوك الاجتماعي حوالي 2500 شخص. علماً أن الإنترنت انقطعت بشكل مفاجئ عن كافة أنحاء البلاد في يوم 28 يناير بتوقيت مُتزامن مع بدء حملة تنظيم المُظاهرات، لكن وزير الاتصالات السوريّ عماد صابوني أفاد بأن أوضاع الاتصالات في البلاد طبيعية تماماً ولم يَطرأ عليها أي تغيير.
17 يناير مواطن سوري من مدينة الحسكة يدعى حسن علي عقلة يقوم بإحراق نفسه.

23 يناير وفاة حسن علي عقلة في أحد المستشفيات.

28 يناير انطلاق مظاهرات في الرقة.

29 يناير بدأ عمليات لنشر قوات من الجيش السوري في أحياء مدينة حلب خصوصاً الأحياء ذات الغالبية الكردية، تحسباً لأي احتجاجات أو مُظاهرات يُمكن أن تحدث.

31 يناير الرئيس السوريّ بشار الأسد يصرح لصحيفة وول ستريت جورنال الأمريكية بأنه لا مجال لحدوث تظاهرات في سوريا لأن سوريا دولة مُستقرة تقدم للشعب ما يُطالب به ولا يَسودها أي سخط على النظام الحاكم حسب قوله.
| الخط الزمني للحرب الأهلية السورية (يناير–أبريل 2011) | لا احتمال لانتشار الاحتجاجات إلى سورية | الخط الزمني للحرب الأهلية السورية (يناير–أبريل 2011) |
| — بشار الأسد، صحيفة (وول ستريت جورنال) الأمريكية     |                                        |                                                      |

2 فبراير تسليط مجموعة شبيحة بلغ عددهم 20 شخصاً قاموا بفض مظاهرة في منطقة باب توما - دمشق مؤلفة من 15 متظاهر واعتقل بعض المشاركين فيها من بينهم الناشطة سهير الأتاسي. حيث كانت المظاهرة قد خرجت تأييداً للثورة المصرية.

22 فبراير اعتصام أمام السفارة الليبية في دمشق تضامناً مع الثورة الليبية.

23 فبراير مجلس الشعب السوري يقرر بقاء حالة الطوارئ بـ 249 صوت مؤيد لاستمرار العمل بحالة الطوارئ مقابل صوت واحد ضد استمرارها.

27 فبراير السلطات السورية تقوم باعتقال بعض المراهقين حسب ما جاء على قناة الجزيرة وروايات هيثم مناع رئيس اللجنة العربية لحقوق الإنسان، إحدى المنظمات السورية المعارضة وروايات أخرى متطابقة  ، حيث قام المراهقون بكتابة هذه العبارات على جدران مدرستهم في محافظة درعا متأثرين بموجة الثورات العربية . وقد تم تعذيبهم وسادت حالة من الغليان الشديد في محافظة درعا بسبب هذه الحادثة .

7 مارس بعض السجناء يقومون بإضراب عن الطعام.

10 مارس إضرابات كردية عن الطعام.

هيومان رايتس ووتش تبدي خشيتها من نقل أربعة ناشطين سوريين اختفوا في لبنان قسراً إلى سوريا، و تخشى من «عودة لبنان لتنفيذ أعمال سوريا القذرة».

12 مارس الأكراد السوريين ينفذون احتجاجات في القامشلي والحسكة.

15 مارس خروج مظاهرات متزامنة في المدن الكبرى في سوريا.

16 مارس المحتجون يتظاهرون أمام وزارة الداخلية السورية  في ساحة المرجة، حيث احتشد المُتظاهرون الذين بلغ عددهم وقتها 150 شخصاً وأخذوا بالهتاف ضد النظام ،، و تمكن بعض عناصر الأمن من اختراق العديد من المظاهرات في أماكن مختلفة و ترديدهم شعارات الولاء و الحب للرئيس بشار الأسد  ، كما و اعتقلت قوات الأمن عدداً من المتظاهرين حيث ذكرت قناة الجزيرة نبأ اعتقال 25 شخصاً  بينما ذكرت قناة العربية خبر اعتقال 32 شخصاً بما في ذلك الناشطة و المحامية سهير الأتاسي و كمال شيخو و هو أحد الناشطين الذين أفرج عنهم قبل يومين  ، و نشرت المنظمة العالمية لمناهضة التعذيب قائمة بأسماء المعتقلين و طالبت بالإفراج الفوري عنهم.

### 18 مارس جمعة الكرامة
خروج الآلاف في مظاهرات في شوارع المدن في مختلف أنحاء سوريا بعد صلاة الجمعة في جمعة أُطلق عليها اسم جمعة الكرامة طالبت بإنهاء الفساد الحكومي  ، حيث لاقي المحتجون حملة قمع شديدة نفذتها قوات أمن الدولة، و ردد المتظاهرون لأول مرة شعار «الله سوريا حرية و بس» و مختلف الشعارات المطالبة بإنهاء الفساد. و كان أشهر التظاهرات تلك التي حدثت في درعا حيث احتشد المئات إثر حادثة اعتقال الأطفال و تعذيبهم، كما و نددت ببعض الشخصيات المعروفة كرامي مخلوف ابن خالة الرئيس السوري بشار الأسد و عاطف نجيب الذي رفض مطالب أهل درعا بإطلاق سراح الأطفال المعتقلين وقد قابل الأمن هذه المُظاهرات بإطلاق الرصاص الحي مما أدى إلى سقوط 4 قتلى وعدد من الجرحى منهم حسام عياش ومحمود جوابرة وهما أولى ضحايا الثورة السورية.

### 19 مارس
شهدت المدينة خروج المَزيد من المُظاهرات في درعا لتشييع قتلى الجمعة، وقد رد الأمن بإطلاق المَزيد من النار على المشيعين.
أطلقت القوات السورية الغاز المسيل للدموع لتفريق حشود المحتجين في درعا  ، حيث هتف المحتجون «الله سوريا حرية و بس» قبل أن تتمكن قوات الأمن من التدخل  ، و أفاد شهود عيان بأن الغاز الذي استخدم كان أكثر سميّة من الغاز المسيل للدموع العادي  ، فيما ذكرت الرابطة السورية لحقوق الإنسان بأن 10 نساء اللاتي اعتقلن إثر المظاهرة التي خرجت في 16 مارس أمام مبنى وزارة الداخلية قد بدأن إضراباً عن الطعام.

### 20 مارس
الآلاف يخرجون إلى شوارع مدينة درعا  ،